# He Jiping
He Jiping (何冀平) (Pechino, 1951) è una drammaturga e sceneggiatrice cinese.

## Biografia
He Jiping si è diplomata presso l'Accademia Teatrale Centrale (cinese: 中央戲劇學院 Zhōngyāng Xìjù Xuéyuàn) nel 1982; il suo primo testo teatrale è Hao Hun Da Sha (Il Palazzo della Buona Sorte) pubblicato nel 1984, anche se, come racconta l'autrice, iniziò a scrivere alla fine degli anni sessanta, quando, non ancora maggiorenne, spedita in campagna durante la Grande rivoluzione culturale cinese, passava ore e spesso giorni interi a scrivere testi teatrali al lume di una lampada a petrolio. Nel 1987 termina la sua opera più importante: Tiānxià dì yī lóu (天下第一楼 Il miglior ristorante del mondo)
In seguito, trasferitasi ad Hong Kong nel 1989, comincia a dedicarsi alla produzione di opere per la televisione, con lo pseudonimo di Xiao He. Compone Xīnlóng mén kèzhàn (新龙门客栈), Xī Chǔ Bàwáng (西楚霸王), Xīn Bái Niángzǐ Chuánqí (新白娘子傳奇), Huáng Fēi Hóng (黄飞鸿), Fēng shēng shuǐ qǐ (风生水起), ed altre sceneggiature di film per la televisione.
Dal 1997 al 2001 ha scritto opere per la Compagnia Teatrale di Hong Kong (香港話劇團), fra le quali Dé líng yǔ cí xǐ (德龄与慈禧) che è stata premiata nel 1999 col premio per il "miglior testo teatrale" del teatro di Hong Kong.

Le altre opere scritte ad Hong Kong includono  Kāi shì dàjí  (開市大吉), Yān yǔ hóng chuán (煙雨紅船), Míngyuèhé céng shìliǎng xiāng  (明月何曾是两乡)， Hái Hún Xiāng (还魂香),  Suān suān tián tián Xiānggǎng dì (酸酸甜甜香港地).
Nel 2007 ha collaborato alla stesura della sceneggiatura di Tóu Míng Zhuàng (投名状, titolo inglese internazionale: The Warlords, titolo americano: Warlords), film prodotto ad Hong Kong e diretto da Peter Chan, ispirato alla storia del generale Ma Xinyi.
He Jiping ha vinto il "Premio per la letteratura"  (文華獎 wén huá jiǎng) cinese,  il "Premio per la letteratura" dell'Accademia Centrale Drammatica, che è il premio letterario più importante della città di Pechino, il "premio Cáo Yǔ" , il premio "Ottobre" (十月) alla letteratura, il premio del governo cinese "Cinque progetti" (五個一工程獎 Wǔ gè yī gōngchéng jiǎng) e ha vinto due premi "Fēi Tiān Jiǎng" (飛天獎) per la migliore serie TV cinese ed è stata onorata una volta del titolo di "lavoratore modello della città di Pechino" (北京市劳动模范 Běijīng shì láodòng mó fàn).
La sua produzione letteraria è stata inserita nella "selezione completa di lavori letterari contemporanei" stilata dal governo cinese. Parte del suo Tianxia Di Yi Lou è stato anche adottato come testo per la scuola media superiore di Hong Kong. In occasione della mostra sulle più importanti opere teatrali contemporanee, inaugurata nel 2007 presso il Teatro della Capitale di Pechino, una sala della mostra è stata dedicata all'opera di He Jiping.
La sua opera di maggior rilievo è appunto Tiānxià dì yī lóu (天下第一楼 Il miglior ristorante del mondo). Lodata come una delle opere capolavoro del realismo contemporaneo, l'opera ha ottenuto un grande successo di pubblico in Cina e in altri paesi asiatici, è stata una delle opere presentate per il quindicesimo anniversario del Teatro d'Arte del Popolo di Pechino (北京人民藝術劇院 Běijīng rénmín yìshù jùyuàn) dell'ottobre 2004, ed ha dato spunto ad una fortunata serie televisiva trasmessa nel 2004 dal canale CCTV.